# Ringstedkredsen
Ringstedkredsen er fra 2007 en opstillingskreds i Sjællands Storkreds. Ved indførelsen af Strukturreformen i 2007 afleverede kredsen afstemningsområderne i den nedlagte Haslev Kommune til Køgekredsen, men overtog afstemningsområderne fra den tidligere Sorø Kommune (1970-2006).
Kredsen var en opstillingskreds i Vestsjællands Amtskreds fra 1971 til 2006. I 1920-1970 lå opstillingskredsen i Sorø Amtskreds. Kredsen var en valgkreds i 1849-1918.

## Kredsen i 2005
Den 8. februar 2005 var der 43.236 stemmeberettigede vælgere i kredsen.
Kredsen rummede i 2005 flg. kommuner og valgsteder::
1. Dianalund Kommune
  1. Dianalund
  2. Niløse
  3. Ruds Vedby
2. Haslev Kommune
  1. Førslev
  2. Haslev
  3. Teestrup
  4. Terslev
3. Ringsted Kommune
  1. Benløse
  2. Bringstrup
  3. Gyrstinge
  4. Haraldsted
  5. Jystrup
  6. Kværkeby
  7. Nordrup
  8. Ringsted Dagmarskolen
  9. Ringsted Nørretorv
  10. Sneslev
  11. Vetterslev
  12. Vigersted
  13. Ørslev
4. Stenlille Kommune
  1. Flinterup
  2. Munke Bjergby
  3. Nyrup
  4. Stenlille
  5. Stenmagle

## Kredsen i 2022
I 2022 havde kredsen 20 valgsteder, fordelt mellem to kommuner.
1. Ny Sorø Kommune
  1. Alsted Fjenneslev
  2. Dianalund
  3. Frederiksberg
  4. Pedersborg
  5. Ruds Vedby
  6. Sorø
  7. Stenlille

1. Ringsted Kommune
  1. Benløse
  2. Bringstrup
  3. Gyrstinge
  4. Haraldsted
  5. Jystrup
  6. Kværkeby
  7. Nordrup
  8. Ringsted Dagmarskolen
  9. Ringsted
  10. Sneslev
  11. Vetterslev
  12. Vigersted
  13. Ørslev

## Folketingskandidater pr. 20. maj 2019
| Liste | Parti                       | Kandidat | Bemærk                                                          |
| ----- | --------------------------- | --- | --------------------------------------------------------------- |
| A     | Socialdemokratiet           | Anne Madsen |                                                                 |
| B     | Radikale Venstre            | |                                                                 |
| C     | Det Konservative Folkeparti | |                                                                 |
| D     | Nye Borgerlige              | Janni Walies |                                                                 |
| F     | Socialistisk Folkeparti     | |                                                                 |
| I     | Liberal Alliance            | |                                                                 |
| O     | Dansk Folkeparti            | |                                                                 |
| V     | Venstre                     | Louise Schack Elholm |                                                                 |
| Ø     | Enhedslisten                | Linda Hansen |                                                                 |
| Å     | Alternativet                | Rasmus Nordqvist, Sascha Faxe, Peter Kjær Hansen, Joan Gerti Kragh, Lars Birger Nielsen, Claus Jansson, Kristian Gylling, Kirsten Kock, Anne Grete Kamilles, Charlotte Birk, Ulla Munksgaard | Er opstillet i samtlige opstillingskredse i Sjællands Storkreds |